# Championnat d'Angleterre de rugby à XV 2013-2014
Navigation
Aviva Premiership
 2012-2013 Aviva Premiership 2014-2015
Le championnat d'Angleterre de rugby à XV 2013-2014, qui porte le nom Aviva Premiership de son sponsor du moment, oppose les douze meilleures équipes anglaises de rugby à XV. Le championnat débute le 6 septembre 2013 et s'achève le 31 mai 2014 par une finale au stade de Twickenham, à Londres. Une première phase de classement voit s'affronter toutes les équipes en matchs aller et retour. À la fin de cette phase régulière, les quatre premières équipes sont qualifiées pour les demi-finales et la dernière du classement est rétrogradée en RFU Championship. La saison se termine sur une phase de playoff avec des demi-finales et une finale pour l'attribution du titre.
Les Newcastle Falcons, vainqueurs RFU Championship, sont promus en première division et remplacent les London Welsh.

## Liste des équipes en compétition
| Bath Exeter Gloucester Harlequins Leicester London · Irish Wasps Newcastle Northampton Sale Saracens Worcester |

La compétition oppose pour la saison 2013-2014 les douze meilleures équipes anglaises de rugby à XV :
| - Bath Rugby - Exeter Chiefs - Gloucester Rugby - Harlequins | - Leicester Tigers - London Irish - London Wasps - Newcastle Falcons | - Northampton Saints - Sale Sharks - Saracens - Worcester Warriors |

## Résumé des résultats

### Classement de la phase régulière
| Rang | Club                  | J  | V  | N | D  | Bo | Bd | Pm  | Pe  | Diff | Pts |
| ---- | --------------------- | -- | -- | - | -- | -- | -- | --- | --- | ---- | --- |
| 1    | Saracens              | 22 | 19 | 0 | 3  | 10 | 1  | 629 | 353 | +276 | 87  |
| 2    | Northampton Saints    | 22 | 16 | 2 | 4  | 7  | 3  | 604 | 350 | +254 | 78  |
| 3    | Leicester Tigers (T)  | 22 | 15 | 2 | 5  | 7  | 3  | 542 | 430 | +112 | 74  |
| 4    | Harlequins            | 22 | 15 | 0 | 7  | 4  | 3  | 437 | 365 | +72  | 67  |
| 5    | Bath Rugby            | 22 | 14 | 2 | 6  | 4  | 3  | 495 | 388 | +107 | 67  |
| 6    | Sale Sharks           | 22 | 12 | 0 | 10 | 3  | 6  | 432 | 399 | +33  | 57  |
| 7    | Wasps RFC             | 22 | 9  | 0 | 13 | 4  | 9  | 451 | 533 | -82  | 49  |
| 8    | Exeter Chiefs         | 22 | 9  | 0 | 13 | 2  | 7  | 426 | 480 | -54  | 45  |
| 9    | Gloucester Rugby      | 22 | 8  | 0 | 14 | 4  | 8  | 440 | 539 | -99  | 44  |
| 10   | London Irish          | 22 | 7  | 0 | 15 | 2  | 6  | 396 | 496 | -100 | 36  |
| 11   | Newcastle Falcons (P) | 22 | 3  | 0 | 19 | 2  | 8  | 281 | 544 | -263 | 22  |
| 12   | Worcester Warriors    | 22 | 2  | 0 | 20 | 1  | 7  | 325 | 581 | -256 | 16  |

|  | Qualifiés pour la phase finale et la coupe d'Europe 2014-2015 (no 1, no 2, no 3, no 4).                                                           |
|  | Qualifié pour la coupe d'Europe 2014-2015 (no 5, no 6).                                                                                           |
|  | Qualifié pour la coupe d'Europe 2014-2015 si un club anglais des six premières places remporte la coupe d'Europe ou le Challenge européen (no 7). |
|  | Relégué en RFU Championship pour la saison 2014-2015 (no 12).                                                                                     |
|  | T : tenant du titre 2013 ; P : promu 2013 |

Attribution des points : victoire sur tapis vert : 5, victoire : 4, match nul : 2, défaite : 0, forfait : -2 ; plus les bonus (offensif : 4 essais marqués ; défensif : défaite par 7 points d'écart maximum).
Règles de classement : 1. Nombre de victoires ; 2.différence de points ; 3. nombre de points marqués ; 4. points marqués dans les matchs entre équipes concernées ; 5. Nombre de victoires en excluant la 1re journée, puis la 2e journée, et ainsi de suite.

### Phase finale
Les quatre premiers de la phase régulière sont qualifiés pour les demi-finales. L'équipe classée première affronte à domicile celle classée quatrième alors que la seconde reçoit la troisième.
|  | Demi-finales                                      | Demi-finales                             |              |    | Finale                                         | Finale                                         |
|  | Demi-finales                                      | Demi-finales                             |              |    | Finale                                         | Finale                                         |
|  |                                                   |                                          |              |    |                                                |                                                |
|  | le 17 mai 2014 à l'Allianz Park, Londres          | le 17 mai 2014 à l'Allianz Park, Londres |              |    | le 31 mai 2014 au stade de Twickenham, Londres | le 31 mai 2014 au stade de Twickenham, Londres |
|  | le 17 mai 2014 à l'Allianz Park, Londres          | le 17 mai 2014 à l'Allianz Park, Londres |              |    | le 31 mai 2014 au stade de Twickenham, Londres | le 31 mai 2014 au stade de Twickenham, Londres |
|  | [1] Saracens                                      | 31                                       |              |    | le 31 mai 2014 au stade de Twickenham, Londres | le 31 mai 2014 au stade de Twickenham, Londres |
|  | [1] Saracens                                      | 31                                       |              |    | le 31 mai 2014 au stade de Twickenham, Londres | le 31 mai 2014 au stade de Twickenham, Londres |
|  | [4] Harlequins                                    | 17                                       |              |    | le 31 mai 2014 au stade de Twickenham, Londres | le 31 mai 2014 au stade de Twickenham, Londres |
|  | [4] Harlequins                                    | 17                                       | [1] Saracens | 20 |                                                |                                                |
|  | le 16 mai 2014 au Franklin's Gardens, Northampton |                                          | [1] Saracens | 20 |                                                |                                                |
|  |                                                   | [2] Northampton Saints                   | 24           |    |                                                |                                                |
|  | [2] Northampton Saints                            | [2] Northampton Saints                   | 24           | 21 |                                                |                                                |
|  | [2] Northampton Saints                            |                                          |              | 21 |                                                |                                                |
|  | [3] Leicester Tigers                              | 20                                       |              |    |                                                |                                                |
|  | [3] Leicester Tigers                              | 20                                       |              |    |                                                |                                                |

## Résultats détaillés

### Phase régulière

#### Tableau synthétique des résultats
L'équipe qui reçoit est indiquée dans la colonne de gauche.
| Clubs              | BAT   | EXE   | GLO   | HAR   | LEI   | LOI   | LOW   | NEW   | NOR   | SAL   | SAR   | WOR   |
| ------------------ | ----- | ----- | ----- | ----- | ----- | ----- | ----- | ----- | ----- | ----- | ----- | ----- |
| Bath Rugby         |       | 21-16 | 15-13 | 14-3  | 27-20 | 33-18 | 32-25 | 24-6  | 11-12 | 19-19 | 10-23 | 32-20 |
| Exeter Chiefs      | 23-27 |       | 13-14 | 29-30 | 9-21  | 18-0  | 30-26 | 16-3  | 16-17 | 12-55 | 9-16  | 40-6  |
| Gloucester Rugby   | 17-18 | 12-29 |       | 25-20 | 17-22 | 38-30 | 30-32 | 40-33 | 26-24 | 16-22 | 8-29  | 12-6  |
| Harlequins         | 19-16 | 22-6  | 27-19 |       | 24-20 | 23-9  | 11-10 | 18-14 | 6-13  | 24-3  | 12-22 | 21-20 |
| Leicester Tigers   | 27-27 | 45-15 | 11-8  | 16-23 |       | 20-11 | 27-15 | 31-6  | 19-19 | 30-23 | 31-27 | 32-15 |
| London Irish       | 23-44 | 23-29 | 19-22 | 18-13 | 15-20 |       | 12-19 | 40-12 | 14-19 | 22-20 | 20-42 | 22-9  |
| London Wasps       | 5-28  | 19-16 | 38-30 | 15-16 | 22-12 | 20-23 |       | 44-38 | 15-17 | 17-21 | 20-32 | 32-16 |
| Newcastle Falcons  | 0-21  | 13-23 | 16-22 | 9-35  | 18-41 | 13-11 | 12-17 |       | 16-22 | 8-16  | 18-23 | 12-17 |
| Northampton Saints | 43-25 | 38-11 | 39-13 | 23-9  | 16-22 | 36-21 | 74-13 | 18-0  |       | 33-14 | 41-20 | 30-14 |
| Sale Sharks        | 19-13 | 16-18 | 24-19 | 12-27 | 22-42 | 15-3  | 26-22 | 14-15 | 19-6  |       | 10-15 | 26-10 |
| Saracens           | 31-17 | 23-10 | 44-12 | 39-17 | 49-10 | 13-22 | 19-12 | 40-3  | 28-24 | 24-19 |       | 44-20 |
| Worcester Warriors | 6-21  | 33-38 | 28-27 | 13-37 | 22-23 | 18-20 | 11-13 | 11-16 | 10-33 | 12-24 | 8-26  |       |

|  | Victoire à domicile |  | Match nul |  | Défaite à domicile |

#### Détail des résultats
Les points marqués par chaque équipe sont inscrits dans les colonnes centrales (3-4) alors que les essais marqués sont donnés dans les colonnes latérales (1-6). Les points de bonus sont symbolisés par une bordure bleue pour les bonus offensifs (quatre essais ou plus marqués), orange pour les bonus défensifs (défaite avec au plus sept points d'écart), rouge si les deux bonus sont cumulés. 

### Phase finale

#### Demi-finales
| 16 mai 2014 19 h 45 WET | Northampton Saints | 21 – 20 (6 – 17) | Leicester Tigers | Franklin's Gardens, Northampton 13 491 spectateurs Arbitre : JP Doyle |
| 16 mai 2014 19 h 45 WET | Essai(s) : 2 North (64e), Wood (77e) Transformation(s) : 1 Myler (65e) Pénalité(s) : 3 Myler (22e, 29e, 46e) Carton(s) rouge(s) : 1 Ma'afu (56e) |                  | Essai(s) : 2 M.Tuilagi (24e), B.Youngs (34e) Transformation(s) : 2 Flood (25e, 35e) Pénalité(s) : 2 Flood (9e), Williams (72e) Carton(s) jaune(s) : 3 Goneva (28e), Bowden (45e), T.Youngs (56e) | Franklin's Gardens, Northampton 13 491 spectateurs Arbitre : JP Doyle |
| 16 mai 2014 19 h 45 WET | |                  | | Franklin's Gardens, Northampton 13 491 spectateurs Arbitre : JP Doyle |

- Pour la première fois depuis 2004, Leicester ne dispute pas la finale.

| 17 mai 2014 14 h 00 WET | Saracens | 31 – 17 (11 – 17) | Harlequins                                                                                                 | Allianz Park, Londres 9 962 spectateurs Arbitre : Wayne Barnes |
| 17 mai 2014 14 h 00 WET | Essai(s) : 3 K. Brown (34e), Barritt (52e), Ashton (61e) Transformation(s) : 2 Farrell (52e, 62e) Pénalité(s) : 4 Farrell (8e, 17e, 56e, 73e) Carton(s) jaune(s) : 2 Bosch (25e), Stevens (30e) |                   | Essai(s) : 2 Monye (32e), M. Brown (40e) Transformation(s) : 2 Evans (32e, 40e) Pénalité(s) : 1 Evans (5e) | Allianz Park, Londres 9 962 spectateurs Arbitre : Wayne Barnes |
| 17 mai 2014 14 h 00 WET | |                   | | Allianz Park, Londres 9 962 spectateurs Arbitre : Wayne Barnes |

#### Finale
| 31 mai 2014 15 h 00 WET | Saracens                                                                             | 20 – 24 (a. p.) (6 – 7) | Northampton Saints | Stade de Twickenham, Londres 81 193 spectateurs Arbitre : JP Doyle |
| 31 mai 2014 15 h 00 WET | Essai(s) : 1 Bosch (72e) Pénalité(s) : 5 Farrell (11e, 17e, 44e), Hodgson (85e, 92e) |                         | Essai(s) : 3 Foden (31e), G. Pisi (58e), Waller (100e) Transformation(s) : 3 Myler (32e, 59e, 100e+4) Pénalité(s) : 1 Myler (83e) | Stade de Twickenham, Londres 81 193 spectateurs Arbitre : JP Doyle |
| 31 mai 2014 15 h 00 WET |                                                                                      |                         | | Stade de Twickenham, Londres 81 193 spectateurs Arbitre : JP Doyle |

## Statistiques
Les statistiques incluent la phase finale.

### Meilleurs réalisateurs
| Rang | Joueur          | Club               | Points | Essais | Transf. | Pén. | Drops |
| ---- | --------------- | ------------------ | ------ | ------ | ------- | ---- | ----- |
| 1    | George Ford     | Bath Rugby         | 250    | 3      | 32      | 55   | 2     |
| 2    | Stephen Myler   | Northampton Saints | 245    | 1      | 54      | 44   | 0     |
| 3    | Nick Evans      | Harlequins         | 194    | 4      | 27      | 40   | 0     |
| 4    | Gareth Steenson | Exeter Chiefs      | 191    | 1      | 24      | 46   | 0     |
| 5    | Owen Farrell    | Saracens           | 157    | 1      | 22      | 36   | 0     |
| 6    | Andy Goode      | London Wasps       | 147    | 0      | 24      | 29   | 4     |
| 7    | Danny Cipriani  | Sale Sharks        | 143    | 2      | 23      | 27   | 2     |
| 8    | Owen Williams   | Leicester Tigers   | 133    | 0      | 20      | 31   | 0     |
| 9    | Freddie Burns   | Gloucester Rugby   | 122    | 3      | 13      | 27   | 0     |
| 10   | Toby Flood      | Leicester Tigers   | 114    | 2      | 19      | 22   | 0     |

### Meilleurs marqueurs
| Rang | Joueur          | Club               | Essais |
| ---- | --------------- | ------------------ | ------ |
| 1    | Vereniki Goneva | Leicester Tigers   | 12     |
| 2    | David Strettle  | Saracens           | 11     |
| 3    | Johnny May      | Gloucester Rugby   | 9      |
| 4    | Chris Ashton    | Saracens           | 8      |
| -    | Mark Cueto      | Sale Sharks        | 8      |
| -    | Sam Smith       | Harlequins         | 8      |
| -    | Marland Yarde   | London Irish       | 8      |
| 8    | George North    | Northampton Saints | 7      |
| 9    | Daniel Braid    | Sale Sharks        | 6      |
| -    | Danny Care      | Harlequins         | 6      |
| -    | Noah Cato       | Newcastle Falcons  | 6      |
| -    | James Wilson    | Northampton Saints | 6      |